# Bădragii Vechi
Bădragii Vechi es una comuna y localidad de Moldavia en el distrito (raión) de Edinet.

## Geografía
Se encuentra a una altitud de 108 m s. n. m. a 228 km de la capital nacional, Chisináu.

## Demografía
En el censo 2014 el total de población de la localidad fue de 619 habitantes.